# (298) Баптистина
(298) Баптистина (лат. Baptistina) — небольшой астероид главного пояса, который был открыт 9 сентября 1890 года французским астрономом Огюстом Шарлуа в обсерватории Ниццы. Происхождение названия остаётся неизвестным.
Хотя параметры его орбиты близки к параметрам орбит астероидов семейства Флоры, он на самом деле не входит в состав этого семейства. Зато, согласно результатам исследований, проведённых в 2007 году группой американских учёных в составе Уильяма Боттке, Дэвида Вохрулицки (англ. David Vokrouhlický) и Дэвида Несворны (англ. David Nesvorný), он вместе с ещё несколькими астероидами главного пояса, судя по сходству их орбитальных элементов, образует самостоятельное семейство, получившее название семейства Баптистины, в честь своего самого крупного представителя. Как считают учёные, это семейство образовалось приблизительно 160 млн лет (по позднейшим данным, 80 млн лет) назад в результате столкновения крупного родительского тела диаметром около 170 км с другим крупным астероидом, что привело к разрушению этого тела и его дроблению на более мелкие фрагменты.
Но главной причиной высокого интереса учёных к этому астероиду является даже не это, а то что именно в результате этого столкновения мог образоваться тот самый астероид, который упал на Землю 65 млн лет назад, образовав кратер Чиксулуб и вызвав массовое вымирание животных и растений, в результате которого с лица Земли исчезли динозавры.
Однако эта теория не является общепринятой и вызывает немало споров. Отчасти потому, что пока существует слишком мало достоверных данных как о самом астероиде так и о его семействе. К тому же, по результатам недавних спектральных исследований, слой вещества, находящийся на М-Т границе — отложении пород, соответствующих мел-палеогеновому вымиранию (времени исчезновения динозавров), не совпадает по химическому составу с составом данного астероида. Впрочем, хотя данное исследование и ставило под сомнение связь семейства Баптистины с вымиранием динозавров, оно всё же не исключает его полностью.
Данные, полученные при помощи обсерватории Wide-Field Infrared Survey Explorer в 2011 году, привели к отказу от этой гипотезы: оказалось, что не только не совпадает химический состав астероида, но и разрушение его произошло около 80 миллионов лет назад, позже, чем предполагалось (по словам Эми Майнцер: «Это дает осколкам не так много времени на полет к Земле. Обычно это занимает несколько десятков миллионов лет»).